# Per Sundberg (zoolog)
Per Anders Sundberg, född 1950, är en svensk professor emeritus i zoologi och seniorforskare vid Göteborgs universitet.

## Biografi
Sundberg disputerade 1987 i zoologi med en avhandling om klassificering och taxonomi hos djurarten slemmaskar (Nemertea). Han anges som expert på taxan nemertea och har bland annat medverkat i Nationalnyckeln till Sveriges flora och fauna för området stjärnmaskar och slemmaskar. Hans forskningsintressen innefattar molekylär systematik och fylogeni hos marina evertebrater, streckkods-taxonomi och artavgränsning med hjälp av molekylära markörer.
Sundberg var tidigare en förespråkare för numerisk taxonomi men arbetar numera med fylogenetiska metoder. Han har under många år engagerat sig inom systematik och taxonomi i Sverige, och utsågs 2021 till ordförande för Svenska artprojektets vetenskapliga kommitté.
Hans vetenskapliga publicering har (2021) enligt Google Scholar cirka 4 800 citeringar och ett h-index på 37.